# 伊特扎克·德拉特
伊特扎克·德拉特（荷蘭語：Itzhak de Laat，1994年6月13日—），荷兰男子短道速滑运动员，2017年世界短道速滑锦标赛男子5000米接力金牌得主、2021年世界短道速滑锦标赛男子5000米接力金牌得主和男子1500米银牌得主、2022年世界短道速滑锦标赛男子5000米接力银牌得主、2023年世界短道速滑锦标赛混合2000米接力金牌得主。